# Saint-Pierre (Très-Saint-Sacrement)
Pour les articles homonymes, voir Saint-Pierre.
Saint-Pierre est un hameau québécois situé dans la municipalité régionale de comté du Haut-Saint-Laurent dans la région de la Montérégie. Le territoire du hameau fait partie de la municipalité de la paroisse de Très-Saint-Sacrement, bien qu'il chevauche Ormstown à l'ouest. Il est situé à l'intersection du chemin de Fertile Creek avec les montées Bryson et du Rocher.
On retrouve à Saint-Pierre une cinquantaine de résidences ainsi que quelques entreprises agricoles.
Du nom de Pierre Bourcier dit Lavigne, Saint-Pierre doit son existence au moulin à scie établi par William Greig à cet endroit.